# Eclipse (álbum de Alemán)
Eclipse es el tercer álbum de estudio del rapero mexicano Alemán,
Lanzado el 30 de mayo de 2018 por el sello discográfico Homegrown Entertainment. Es el primer álbum triple del rap mexicano en la historia.
El álbum tiene colaboraciones con artistas como Fntxy, C. Tangana, Kidd Keo, Cozy Cuz, Remik Gonzalez, Emy Soul, Yill, Deezy Hollow, Akapellah, Elijah King, Yoga Fire, Muelas de Gallo, Dee & Yung Sarria.

## Lista de canciones

### Disco 1
| #  | Título           | Colaborador(es)          | Duración |
| -- | ---------------- | ------------------------ | -------- |
| 1  | El Compa Ramiro  |                          | 3:20     |
| 2  | Tantas Veces     | Yung Sarria & Fntxy      | 4:33     |
| 3  | Slim Thugs       | C. Tangana & Fntxy       | 3:06     |
| 4  | Famous G         | Fntxy                    | 3:38     |
| 5  | Estilo y Flow    |                          | 3:04     |
| 6  | Millone$ Como Tu | Akapellah & Deezy Hollow | 3:31     |
| 7  | Me estás Matando |                          | 2:16     |
| 8  | Astro 1          | Dee & Muelas de Gallo    | 3:16     |
| 9  | Astro 2          |                          | 3:09     |
| 10 | Quien Sino       | Muelas de Gallo          | 3:35     |

### Disco 2
| #  | Título                | Colaborador(es)                    | Duración |
| -- | --------------------- | ---------------------------------- | -------- |
| 1  | Perro Callejero       |                                    | 3:22     |
| 2  | El Patrón             | Cozy Cuz, Deezy Hollow & Yoga Fire | 3:42     |
| 3  | Pinches Puercos       | Dee & Fntxy                        | 2:51     |
| 4  | Narco Jr.             | Elijah King                        | 3:22     |
| 5  | Rucon                 |                                    | 2:49     |
| 6  | Kilo Culo             | Akapellah & Deezy Hollow           | 2:50     |
| 7  | Down With Me          | Emy Soul                           | 3:11     |
| 8  | De Verdad             | Yill                               | 3:20     |
| 9  | Derecho Por Lo Chueco | Remik Gonzalez                     | 3:51     |
| 10 | Reyes del Trapicheo   | Kidd Keo                           | 2:53     |

### Disco 3
| # | Título | Duración |
| - | ------ | -------- |
| 1 | Eterno | 3:14     |